# Чемпионат СССР по вольной борьбе 1970
26-й Чемпионат СССР по вольной борьбе проходил в Махачкале (наилегчайший, полулёгкий, 1-й полусредний, 1-й средний и полутяжёлый веса) с 15 по 19 апреля 1970 года, в Новосибирске (легчайший, лёгкий, 2-й полусредний, 2-й средний и тяжёлый веса) с 23 по 26 апреля 1970 года. В соревнованиях участвовало 242 борца.

## Медалисты
| Весовая категория   | Золото                                     | Серебро                                 | Бронза                                       |
| ------------------- | ------------------------------------------ | --------------------------------------- | -------------------------------------------- |
| Наилегчайший вес    | Рафик Гаджиев «Динамо» (Баку)              | Владимир Филимонов «Труд» (Чебоксары)   | Наги Кулиев Вооружённые Силы (Баку)          |
| Легчайший вес       | Гавриил Дмитриев Вооружённые Силы (Москва) | Аминула Насрулаев «Динамо» (Махачкала)  | Пётр Платонов Вооружённые Силы (Чита)        |
| Полулёгкий вес      | Али Алиев «Спартак» (Московская область)   | Ягуб Мамедов «Динамо» (Баку)            | Роман Кочиев Вооружённые Силы (Орджоникидзе) |
| Лёгкий вес          | Виктор Маркелов Вооружённые Силы (Казань)  | Гиви Кварелашвили «Локомотив» (Тбилиси) | Загалав Абдулбеков «Динамо» (Махачкала)      |
| 1-й полусредний вес | Насрула Насрулаев «Динамо» (Махачкала)     | Василий Казахов «Буревестник» (Москва)  | Николай Неустроев «Спартак» (Якутск)         |
| 2-й полусредний вес | Юрий Гусов Вооружённые Силы (Киев)         | Руслан Ашуралиев «Урожай» (Махачкала)   | Виктор Зильберман «Молдова» (Кишинёв)        |
| 1-й средний вес     | Юрий Шахмурадов «Спартак» (Махачкала)      | Василий Сюльжин «Динамо» (Минск)        | Виктор Новожилов «Динамо» (Ленинград)        |
| 2-й средний вес     | Геннадий Страхов Вооружённые Силы (Москва) | Андрей Цховребов «Колмеурне» (Цхинвали) | Анатолий Морозов «Динамо» (Москва)           |
| Полутяжёлый вес     | Иван Ярыгин «Труд» (Красноярск)            | Владимир Гулюткин «Спартак» (Киев)      | Алексей Атаманов Вооружённые Силы (Киев)     |
| Тяжёлый вес         | Александр Медведь «Буревестник» (Минск)    | Леонид Китов Вооружённые Силы (Минск)   | Валентин Попов «Спартак» (Баку)              |